# Prime (magyar televízióadó)
A Prime egy magyar szórakoztató televízióadó, a TV2 Csoport csatornája.

## Története
2005. augusztus 4-én a Szellemi Tulajdon Nemzeti Hivatalánál levédették a csatorna nevét, amelyet elvetettek a 2016-os indulásáig. 2007-ben a konkurens kereskedelmi televízió, az RTL akkori tulajdonosa, az IKO Kábeltévé is tervbe vette egy ilyen nevű csatorna indítását (tervezett nevén Pr1me), amit később szintén elvetettek.
A csatorna tervezett logóját 2016. május 9-én – egy nappal a csatorna indulása bejelentése előtt – levédették. A csatorna, valamint más adók indulását egyaránt Fischer Gábor jelentette be 2016. május 10-én, aki a TV2 Csoport kábelcsatornákat felügyelő programigazgató. A PRIME indulása része a társaság 2016-os "csatornacsalád-felújításának".
A csatorna jelenlegi logóját 2016. június 27-én levédették a Szellemi Tulajdon Nemzeti Hivatalánál. A csatorna az akkori tervek szerint a FEM3 műsorát felváltva indult volna, de később a TV2 úgy döntött, hogy a PRIME valóban a FEM3 helyén indul, úgy, hogy a Joy TV elindítását védjegybitorlás veszélye miatt elvetik (a Joy magazin kiadója, a Marquard Media nem adott engedélyt a TV2-nek, hogy ilyen néven csatornát indítson), és a FEM3 új csatornahelyre költözik (ahol a Joy TV indult volna). A régi FEM3 helyén 2016. szeptember 5-én 6 órakor elindult a tesztadása ajánlókkal, a hivatalos adás pedig 21 órakor indult el Az útvesztő című filmmel. A csatorna premierműsorokat is sugároz. A csatorna arculatát az Umbrella tervezte.
2020. december 10-én bekerült a Digi kínálatába a csatorna HD változata (a Mozi+-szal együtt). A csatorna hangja Horváth-Töreki Gergely, aki a Jetix hangja volt 2005-től 2008-ig .